# Mura di Napoli
Le mura di Napoli sono le antiche cerchie difensive che hanno protetto per secoli la città ed i suoi abitanti.
A Napoli, essendo stata dal XVI secolo fino alla prima metà del XX secolo la città in senso proprio più popolosa della penisola, questo tipo di strutture furono oggetto di importanti demolizioni già a partire dall'epoca borbonica, per poi concludersi agli inizi del Novecento. Oggi ad ogni modo ne esistono ancora molti resti e testimonianze.

## Le mura greche

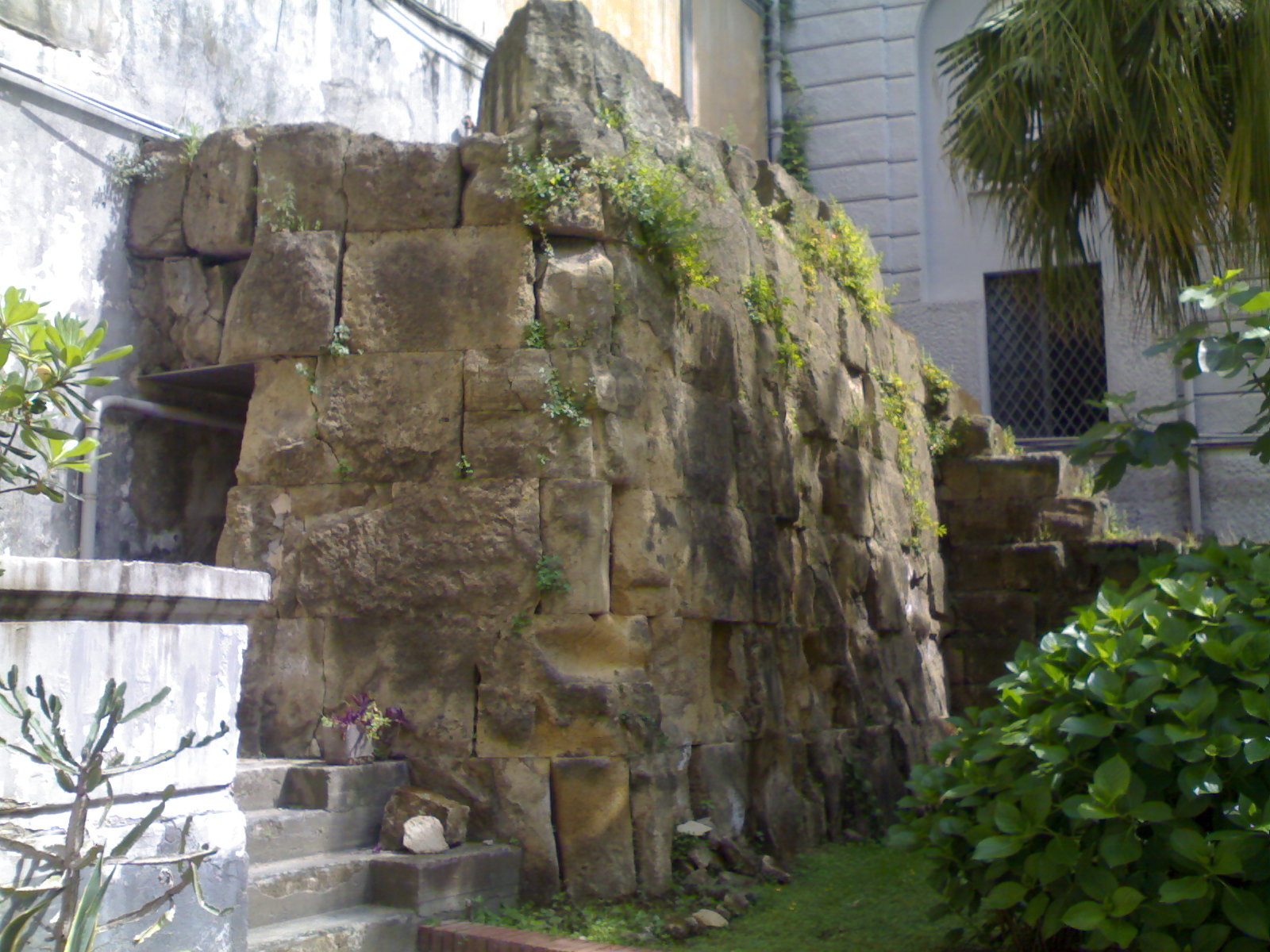
Mura greche nell'Università di Napoli "Federico II" (Dipartimento di Scienze politiche)

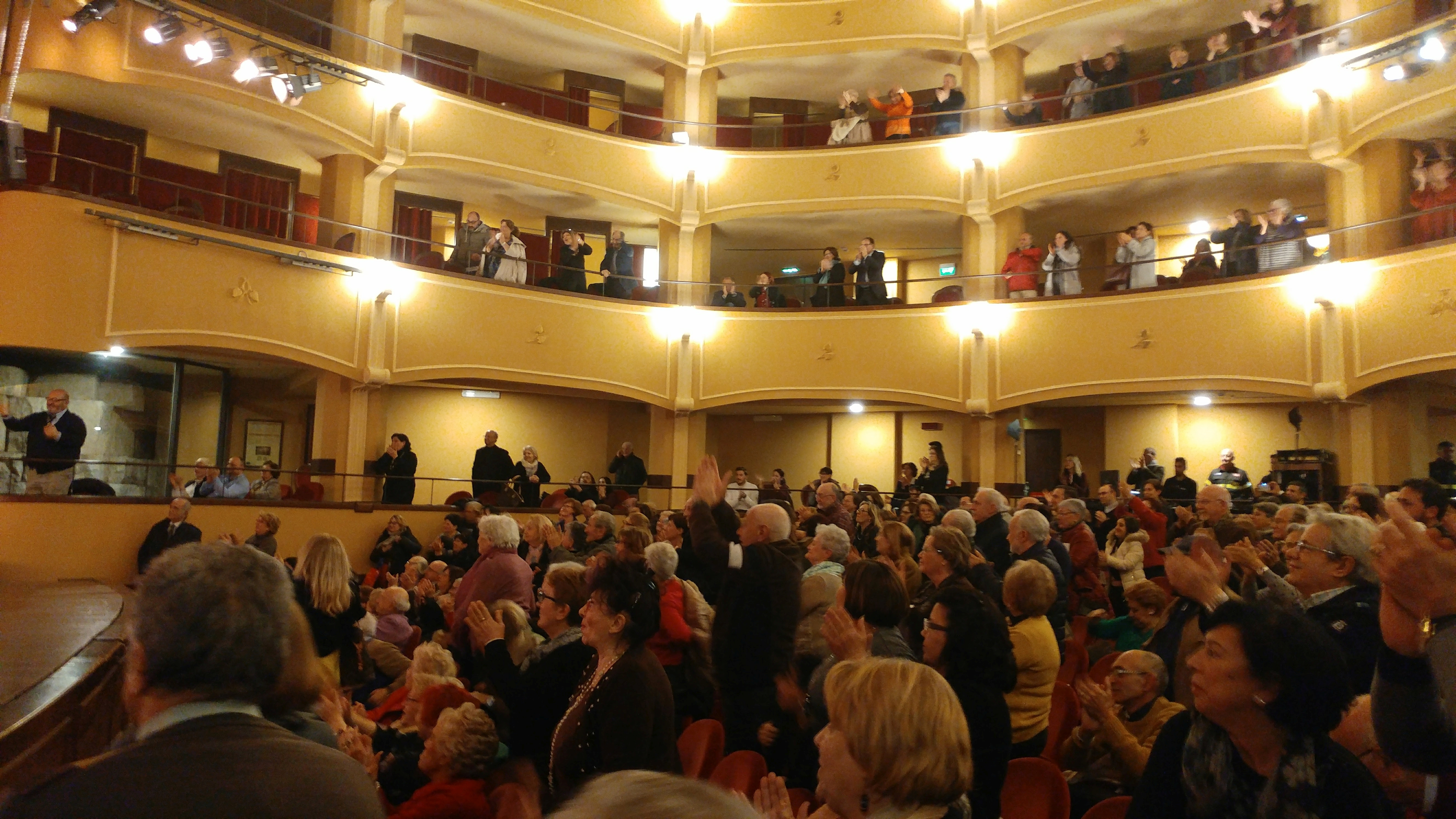
A lato, a sinistra, scorcio della torre sirena del IV secolo nel Teatro Trianon, unica torre greca in elevato esistente in Campania

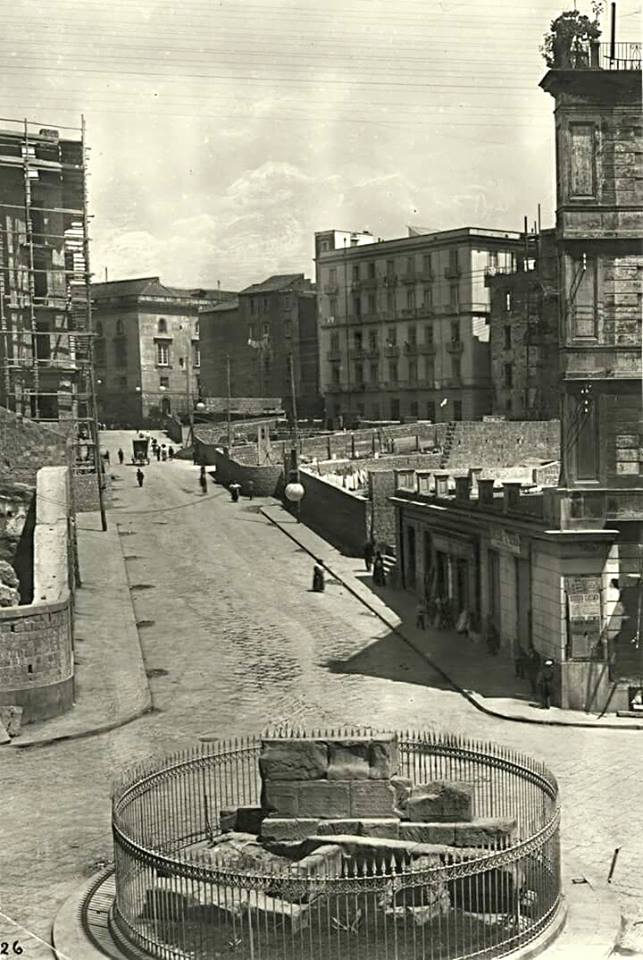
Resti della porta Furcillensis in piazza Calenda (esistenti tutt'oggi) durante il Risanamento, epoca dei suoi ritrovamenti

Si dispongono lungo i margini del pianoro su cui sorge la città antica di Napoli ed erano protette da valloni naturali che circondavano l'abitato e costituivano dei veri e propri fossati difensivi. Queste fortificazioni avevano creato per Neapolis fama di inespugnabilità, confermataci dalle fonti storiche sia riguardo alla guerra annibalica (218-202 a.C.), sia durante il conflitto greco-gotico (VI secolo d.C.).

### Provenienza dei blocchi
I blocchi venivano estratti da una vasta cava di età greca che si trova a Poggioreale; essa è stata individuata casualmente nel 1987 in séguito ad un cedimento, sotto il cimitero del Pianto, e precisamente al di sotto del piazzale antistante la chiesa di Santa Maria del Pianto. La cava, che era stata ostruita da un franamento, presenta già segnate lungo le pareti le strisce orizzontali corrispondenti all'altezza dei blocchi e - cosa ancora più sorprendente - i caratteristici segni alfabetici graffiti degli antichi cavatori. Dalla cava i blocchi venivano trasportati in città percorrendo l'attuale rettilineo di via Nuova Poggioreale - via Casanova per entrare dritti a Napoli dall'antica porta situata dove ora si trova il Castel Capuano.

### Il tracciato delle mura
Il tracciato delle mura greche di Napoli - nonostante le ampie e gravi distruzioni operate nel corso dei secoli - ancora si conserva ed è riconoscibile per lunghi tratti, da essere oramai ben conosciuto nelle sue grandi linee, mentre dubbi sussistono sull'andamento in dettaglio di alcuni punti.
- Tracciato certo - Le mura si snodano lungo via Foria, piazza Cavour, rampe Maria Longo, larghetto Sant'Aniello a Caponapoli, piazzetta Sant'Andrea delle Dame, via Costantinopoli, piazza Bellini, piazza San Domenico Maggiore, entrambi i lati di via Mezzocannone, Università, rampe di San Marcellino, via Arte della Lana e Archivio di Stato, piazza Nicola Amore, lato settentrionale di Corso Umberto, piazza Calenda, via Pietro Colletta, Castel Capuano, vico Santa Sofia, via Foria.
- Tracciato incerto - Discusso è il percorso delle mura da Sant'Aniello a Caponapoli a via Mezzocannone, soprattutto il tratto da piazza Bellini a piazza San Domenico (le due piazze non sono allineate. Forse i cortili interni di San Domenico, posti obliquamente, possono suggerire l'andamento delle mura.). Pure dibattuto è il percorso di via Mezzocannone dove i resti corrono paralleli (cinema e università) forse per regolarizzare e fortificare i due lati del valloncello che, risalendo dal mare, rappresentava una via naturale di accesso alla città; intanto altri tratti di mura sono stati rinvenuti nell'area dell'Università ma in zone più interne e fanno pensare piuttosto a muri di terrazzamento.

### Le porte greche
La città aveva ai due estremi dei decumani altrettante porte, generalmente del tipo "a tenaglia":
- il decumano superiore aveva al termine occidentale porta Romana mentre all'estremo orientale porta Carbonara
- il decumano maggiore aveva al termine occidentale porta Puteolana che sorgeva presso la chiesa della Croce di Lucca e al termine orientale porta Campana accanto al Castel Capuano (poi detta porta Capuana e ricostruita nel posto dove tuttora sorge)
- il decumano inferiore infine aveva al termine occidentale porta Cumana e al termine orientale porta Furcillensis (o Herculanensis, nel Medioevo denominata del Cannavaro)

A settentrione c'era (e c'è ancora) porta San Gennaro sebbene più indietro rispetto ad oggi e del tutto diversa.
A meridione tra piazza San Domenico Maggiore e via Mezzocannone sorgeva porta Ventosa o Licinia, di cui il primo nome deriverebbe dal fatto che era esposta ai venti di scirocco, mentre il secondo deriverebbe dalla presenza, vicino alla porta, della casa di Lucio Alfio Licinio, un cittadino romano che avrebbe fatto valere i diritti della città presso il foro e il senato romano, per cui si sarebbe voluto premiare Licinio con l'intitolazione della porta a lui.' Di porte meridionali dovevano essercene più d'una.
Ci sono però molti dubbi sui nomi delle antiche porte: ci sono storici come il Celano che chiamano la porta del decumano inferiore oltre che Cumana anche Puteolana. Il problema sorge anche per quanto riguarda il percorso e l'inizio della via Neapolis Puteolim per colles, la strada per mezzo della quale fu trasportato a Napoli il corpo di San Gennaro: il Celano afferma che da porta Cumana o Puteolana partiva la strada per Pozzuoli e Cuma.
Porta Cumana comunque era ubicata a piazza San Domenico Maggiore. Quando fu costruita la famosa guglia furono trovati pilastri della porta e la muratura da Francesco Antonio Picchiatti, il quale provvide a mappare i ruderi.
Altre voci che affermano che a all'estremo ovest di via Tribunali non esisteva una porta sono infondate perché l'illustre archeologo Giuseppe Fiorelli afferma di aver trovato sotto la sacrestia della croce di Lucca fondamenta di una porta che ai lati aveva due torri.
Particolarmente complesse sono le aree interessate dalle antiche porte come pure dove le mura sono associate a torri (piazza Bellini, piazza San Domenico, via Mezzocannone, ecc.).

### Fasi costruttive
Sono state riconosciute due fasi edilizie principali; a tali diversità corrispondono per lo più - anche se non sempre - cronologie diverse:
- La prima fase di fine VI secolo a.C. (connessa alla fondazione di Neapolis), si distingue per l'impiego di tufo grigio granuloso e per la tecnica in ortostati (ossia larghi blocchi posti di coltello su una fondazione costituita da uno o due filari di blocchi messi in piano). Possono presentare una sola cortina quando foderano il salto della collina ammorsandosi ad essa con briglie anch'esse in ortostati; oppure essere costituite da una doppia cortina rafforzata da briglie interne che creano così delle cellette riempite con scaglie di tufo (emplèkton) quando sono costruite in piano o con funzione di terrazzamento. Appartiene a questa prima fase anche il tipo di muratura "a chiave" caratterizzata da filari alterni formati da due blocchi affiancati, coperti da altri disposti di taglio.
- La seconda fase di IV secolo a.C. (da collegare alla guerra sannitica), è caratterizzata invece dall'uso di tufo giallo compatto e blocchi sistemati in assise piane. Presentano una sola cortina e briglie trasversali nella stessa tecnica, e si appoggiano alle fortificazioni di prima fase che così diventa la cortina interna. Caratteristici per i muri di seconda fase sono i segni di cava, lettere singole o nessi in alfabeto greco che furono scolpiti sui singoli blocchi durante i lavori di estrazione.
- Altre fasi - Scavi recenti hanno anche individuato rifacimenti del circuito difensivo databili al III secolo a.C..

### Importanti resti
- Il Cippo a Forcella è stato scoperto nel quartiere Forcella. Questo scavo rappresenta la porta più antica e conosciuta finora ritrovata (è risalente forse al VI secolo a.C.). Benché sia una porta, è erroneamente chiamato "Cippo", a causa della sua forma in tutto e per tutto simile a un grosso pilastro. La sua vecchiaia è addirittura entrata nel gergo popolare: quando una cosa è molto vecchia, a Napoli si usa dire "s'arricorda 'o cipp' a Furcella".
- Le Mura di Piazza Bellini sono state scoperte casualmente nel 1954; altri scavi eseguiti nel 1984 nel giardinetto di fianco al monumento a Bellini furono poi reinterrati. L'attuale situazione è profondamente modificata dall'epoca greca: il piano antico era circa 10 m più in basso rispetto all'attuale, e questo tratto di mura correva lungo il ciglio di una collina ora completamente spianata, alla sommità di un vallone oggi del tutto colmato (via Costantinopoli - via San Sebastiano). Gli studiosi non sono concordi nel datare questo tratto di mura: un tempo veniva datato tutto al IV secolo a.C. considerandolo un ampliamento della cinta muraria rispetto ad una più antica rinvenuta in via del Sole; oggi lo si considera invece del V secolo a.C. rafforzato nel IV secolo a.C.; ma intanto i nuovi saggi del 1984 non hanno dato reperti anteriori al IV secolo a.C. Il problema dunque resta aperto.
- Le Mura di Piazza Cavour (alle spalle dell'edificio scolastico Salvator Rosa) sono quasi interamente di seconda fase; hanno un andamento a scarpa e fondazioni a gradoni e si conservano per un'altezza di 9,20 m. A breve distanza da esse, negli anni cinquanta fu rinvenuto in posizione arretrata un altro muro di 10 m di altezza, probabilmente di prima fase, andato distrutto per la realizzazione della Rampa Maria Longo (pochi i resti superstiti).
- Le Mura di Piazza Calenda sono costituite da grossi blocchi di tufo che formano una doppia cortina con briglie trasversali di collegamento. Sono state rinvenute durante i lavori del "Risanamento". Le mura sono abbastanza articolate e proseguono al di sotto del manto stradale e del vicino cinema (non visibili). In effetti la piazza, non prevista nei progetti, è stata realizzata proprio per il rinvenimento delle antiche mura greche, per la tutela delle quali i costruttori dei palazzi furono obbligati dalla Soprintendenza a ridurre ed arretrare l'ingombro degli edifici.
- Le Mura di palazzo Saluzzo di Corigliano risalgono probabilmente al IV secolo e sono oggi locate nelle aule didattiche della struttura.

## Le mura romane
La muratura a secco di tufo costruita dai Greci, venne modificata in epoca romana; caratterizzata da una maggior resistenza, era costituita da piperno, a cortina con parametro esterno in pietra lavica e a cortina interna in tufo. Le mura acquisirono, inoltre, andamenti pressoché irregolari, in alcuni tratti raggiungevano diversi metri di altezza, ciò anche a causa dei dislivelli del terreno. Il loro perimetro attraversava l'attuale via Foria a Nord, via Pietro Colletta a Est, Corso Umberto I a Sud e via San Sebastiano e via Costantinopoli a Ovest.
Sembra accertato che il perimetro delle fortificazioni non abbia subìto ampliamenti rilevanti in epoca antica; solo l'imperatore Valentiniano III (440 d.C.) ne avrebbe realizzato uno verso la zona portuale, attestato da un'iscrizione ritrovata nel 1747 e dai recenti rinvenimenti di mura a Corso Umberto e parte di fortificazione bizantina a piazza Bovio. Proprio riguardo a questo ultimo ritrovamento non sappiamo se attribuire all'imperatore oppure, come testimoniato, ai bizantini l'allargamento verso piazza Bovio, via Sanfelice e via Depretis.
Comunque, con l'ampliamento di Valentiniano partendo da piazza Bellini, le mura percorrevano le attuali via San Sebastiano, piazza del Gesù Nuovo, via Carrozzieri, Santa Maria la Nova, via Sedile di Porto e si riallacciavano a quelle preesistenti presso la basilica di San Giovanni Maggiore.

### Importanti resti
In vico Santa Maria Vertecoeli al civico 15, 17, 21 e 22 sono visibili i resti dell'antico tracciato murario romano. I resti in questione sono inglobati in edifici moderni; costituiscono un'importante testimonianza perché indicano il limite Nord orientale delle mura, raggiunto in quel periodo.

## Le mura bizantine
Nel VI secolo d. C., mentre imperversava la lotta tra i greco-bizantini e i goti, solo due città erano difese da ottime mura, Napoli e Cuma. Napoli, assediata nel 536 da Belisario, cedette solo con l'inganno; mentre nel 542 venne violata da Totila per fame. Tuttavia né nel primo né nel secondo caso le mura furono militarmente espugnate.
Le mura napoletane, com'è riportato in molte fonti storiche, furono famose per la loro potenza anche in epoche precedenti (per esempio in epoca romana le mura di Napoli non cedettero in alcun modo al console Filone).
Dunque il loro ottimo assetto geografico e tecnico, acquisito in epoca greca (e ulteriormente accentuato in epoca romana), fece sì che le mura, in epoca bizantina, avessero bisogno di pochissime modifiche.
Le modifiche riguardarono per lo più l'allargamento perimetrale, per consentire soprattutto d'inglobare i nuovi quartieri. Le mura furono restaurate sotto Belisario, che inoltre introdusse le torri poligonali (sette tra quadrate ed esagonali) dette augustali e allargate sotto Narsete che espanse le mura meridionali fino al mare, innalzando un antemurale di gran lunga più vicino alla costa (che col passare del tempo si era ampliata conseguentemente al ritirarsi del mare) rispetto alla precedente murazione.

## Le mura ducali
Il ducato di Napoli si crea da un relativo affrancamento dall'impero bizantino, man mano sempre più netto ed evidente. Durante il suo periodo, dal VII secolo al 1137 le mura si mostrano molto più estese dell'età antica.
Secondo vari documenti dei secoli X e XI ben riassunti da Bartolomeo Capasso in una sua mappa topografica della città altomedievale possiamo descrivere la disposizione di porte e torri: partendo in senso antiorario dal luogo dove sorgerà Castel Capuano, occupato già a quei tempi da una struttura difensiva, si incontrava ovviamente porta Capuana (l'antica Porta Campana, che non era stata ancora traslata nella posizione attuale) attaccata all'antica fortezza, situata presso via Oronzio Costa.
Proseguendo c'era porta Pusterla all'altezza del decumano superiore, che verrà detta prima Carbonara perché immetteva nel carbonarius (la discarica cittadina) poi nel XV secolo di Santa Sofia per la presenza della chiesa dedicata alla santa.
Salendo più sopra era situata all'altezza di via Luigi Settembrini la turris curtis o torre corte presso cui c'era la porta Pavezia o di San Pietro del Monte (nome antico del monastero di Donnaregina): Camillo Tutini quando parla delle mura e delle porte di Napoli afferma che c'era una porta minore, la porta di San Pietro del Monte perché costruita vicino al convento di San Pietro al Monte (poi chiamato di Donnaregina, che all'epoca conteneva solo la chiesa di Donnaregina vecchia). Talvolta veniva chiamata porta dell'Acquedotto perché era vicina all'acquedotto che riforniva la città, l'acquedotto per mezzo del quale entrarono in città Belisario e Alfonso V d'Aragona. Si parla di una porta con torre (la curtis turris) anche in alcuni documenti relativi al convento di Donnaregina. Sempre il Tutini cita un vicolo di Corte Torre vicino al monastero di Donnaregina.
Continuando c'era poi porta San Gennaro ancora nella posizione originale arretrata.
Dal lato occidentale c'era l'antica porta Romana, detta ora di Sant'Agnello o Cantelma, all'inizio del decumano superiore, poi quella che era porta Puteolana fu sostituita dalla porta Donnorso verso la fine del X secolo. Questa fu costruita presso il Conservatorio di San Pietro a Majella. Sul nome di questa porta Carlo Celano dà due spiegazioni: la prima perché fu voluta da un certo Orso duca di Napoli (di cui in verità non abbiamo testimonianza nell'elenco dei duchi) oppure per via della nobile famiglia che abitava presso quella porta, propendendo per la prima ipotesi. Forse il duca o chi per lui si chiamava don Orso Tata (in latino Dominus Ursus Tata), da ciò porta Domini Ursitata o Ursitate; quest'ultima denominazione è facilmente traducibile in porta di don (=domini) Orso Tata, con il dittongo ae del genitivo Tatae assorbito in e per corruzione popolare.
Scendendo al decumano inferiore si incontrava porta Cumana. In questo periodo sarebbe stata spostata ad ovest presso l'attuale basilica di Santa Chiara (quest'ultima costruita da Roberto d'Angiò), sebbene non si abbiano documenti in merito a questa collocazione.
Le mura dopo aver costeggiato la zona di Donnalbina incontravano la torre Mastra (o maestra) situata dove poi sarebbe sorta Santa Maria La Nova, proseguendo ci si avvicinava al porto Vulpulo (il porto grande, detto in seguito anche dei Pisani) dove si ergeva il cosiddetto castellione novo, una fortezza costruita nel X secolo a difesa del porto, presso la quale sorgeva anche la porta Vulpula (detta in seguito di San Nicola). Le mura si avvicinavano al porto di Arcina (il porto piccolo), protetto da una torre con porta omonima.
A Mezzocannone sorgeva ancora la porta Ventosa. Riguardo alle mura della zona c'è molta incertezza se credere o no all'ipotesi del Capasso secondo cui l'odierna via era cinta sui lati dalle mura che dal porto correvano verso l'interno fino alla porta dove riprendevano a scendere verso il mare.
Ad ogni modo, il Capasso prosegue indicando una torre detta Cinta dalla quale riparte la muraglia esterna, interrotta dalla porta Calcaria, detta in seguito porta del Caputo (o dei Caputi) che sorgeva presso la chiesa di San Pietro Martire. La muraglia meridionale terminava presso la torre Angula, detta così perché le mura rientravano verso l'interno creando appunto un angolo.
Prima che le mura girassero verso est presso la torre delle ferule alla regio Balnei Novi, trovavamo la porta nova de illis monachis, cioè dei monaci perché sorgeva presso il monastero di Sant'Arcangelo agli Armieri. Le mura, percorso un tratto orizzontale riscontrabile presso le scomparse piazza della Sellaria e via del Pendino, risalivano di nuovo dopo aver superato la torre Ademaria o torre publica o rocca di Pizzofalcone, altro contrafforte difensivo chiamato così perché ad mare (vicino al mare). L'altro toponimo forse si riferisce alla presenza di falchi nella rocca. La torre sorgeva dove insiste oggi il monastero di Sant'Agostino alla Zecca. Accanto ad essa si apriva la porta di Pizzofalcone, che sarà diroccata da Carlo d'Angiò e sostituita lì vicino dall'arco del Pendino, posto al termine dell'omonima via (oggi non più esistente perché cancellata dalla nuova rete viaria del Risanamento) e demolito nel 1834.
Proseguendo in direzione nord-est (lungo via Pietro Colletta, poi la scomparsa strada soprammuro all'Annunziata, poi lungo le tuttora esistenti via Annunziata e via Postica Maddalena) incontravamo un'altra torre, chiamata de illi romani, seguita poco dopo da la porta Furcillensis o dei Cannabari (o del Cannavaro) e infine la porta detta di Don Pietro, presso la zona dei Caserti. Superata questa, le mura si raccordavano con la fortezza di Capuana.

## Le mura normanne
Le mura normanne subiscono una manutenzione notevole, soprattutto per quanto riguarda la parte tecnica; il tutto fu a carico della corona. Il rafforzamento delle mura risulterà molto utile durante le minacce dell'Imperatore Enrico IV, che, alleato coi baroni della Terra del lavoro, cercò di espugnare Napoli; la città non cedette proprio grazie al recente consolidamento del sistema difensivo.
La Napoli normanna, che durò circa un cinquantennio, ha lasciato poche testimonianze di sé.

## Le mura angioine
In epoca angioina furono cospicui gli interventi militari applicati in città: fu necessario rafforzare e restaurare la cinta muraria ed applicare degli interventi di consolidamento ai castelli dell'Ovo e Capuano.
La città che fu preferita a Palermo circa il ruolo di capitale del Regno di Sicilia, vide incrementare notevolmente la sua popolazione, pur rimanendo contenuta nella cinta muraria che insisteva sul tracciato di via Carbonara fino a Porta San Gennaro, risalendo poi Caponapoli, scendendo per via Costantinopoli e San Pietro a Maiella, lambendo il Mercatello, giungendo a Piazza del Gesù Nuovo e percorrendo via Monteoliveto fino alla Porta Petruccia. Da qui le mura proseguivano verso la torre maestra, per proseguire fino al borgo di Scalesia, a Sant'Agostino alla Zecca e infine viravano a sinistra per congiungersi sempre con Castel Capuano.
Gli Angioini furono gli artefici anche di un importante allargamento delle mura a sud (la cosiddetta junctura civitatis) che inglobò la zona detta campo del moricino (o del muricino), il cui nome deriverebbe dal fatto che si trovava a ridosso delle mura estese in precedenza da Narsete oppure dalla presenza di Saraceni stanziatisi in quella zona. In ogni caso, il campo del Moricino diventò la piazza del Mercato della città. Le mura ora lambivano il mare e cingevano il porto di Arcina, risistemato proprio dagli Angioini.
Carlo I d'Angiò eseguì vari interventi sulla cortina muraria: inglobò il borgo del Moricino che si trovava fuori Portanova, facendo partire le nuove mura dalla torre angula fino all'altezza della torre Ademaria e impose le nuove porte del Moricino e del Pendino.
Carlo II d'Angiò nel 1268 provvide a spostare la porta Cumana presso l'attuale piazza del Gesù Nuovo, si congettura però il luogo preciso del suo posizionamento. Il re la fece ridecorare e per questo fu ridenominata porta Reale. Inoltre, visto che modificò il tracciato occidentale (fece costruire il bastione in cui sarà implementata port'Alba), tolse porta Donnorso che sorgeva presso il conservatorio di San Pietro a Majella e la sostituì con la porta di Sant'Antoniello, chiamata così perché sorgeva presso il monastero di Sant'Antonio detto popolarmente di Sant'Antoniello.
Durante i regni di Roberto d'Angiò e Giovanna I di Napoli fu allungata la cortina sudorientale inglobando il nuovo mercato del Moricino; le nuove mura arrivavano fino al Lavinaio per poi risalire verso nord.
Giovanna II di Napoli nel 1425 eresse nuove mura dalla dogana del sale fino al largo delle Corregge (via Medina) che proprio sotto gli angioini fu realizzato e circondato di edifici pubblici e palazzi nobiliari.

## Le mura aragonesi

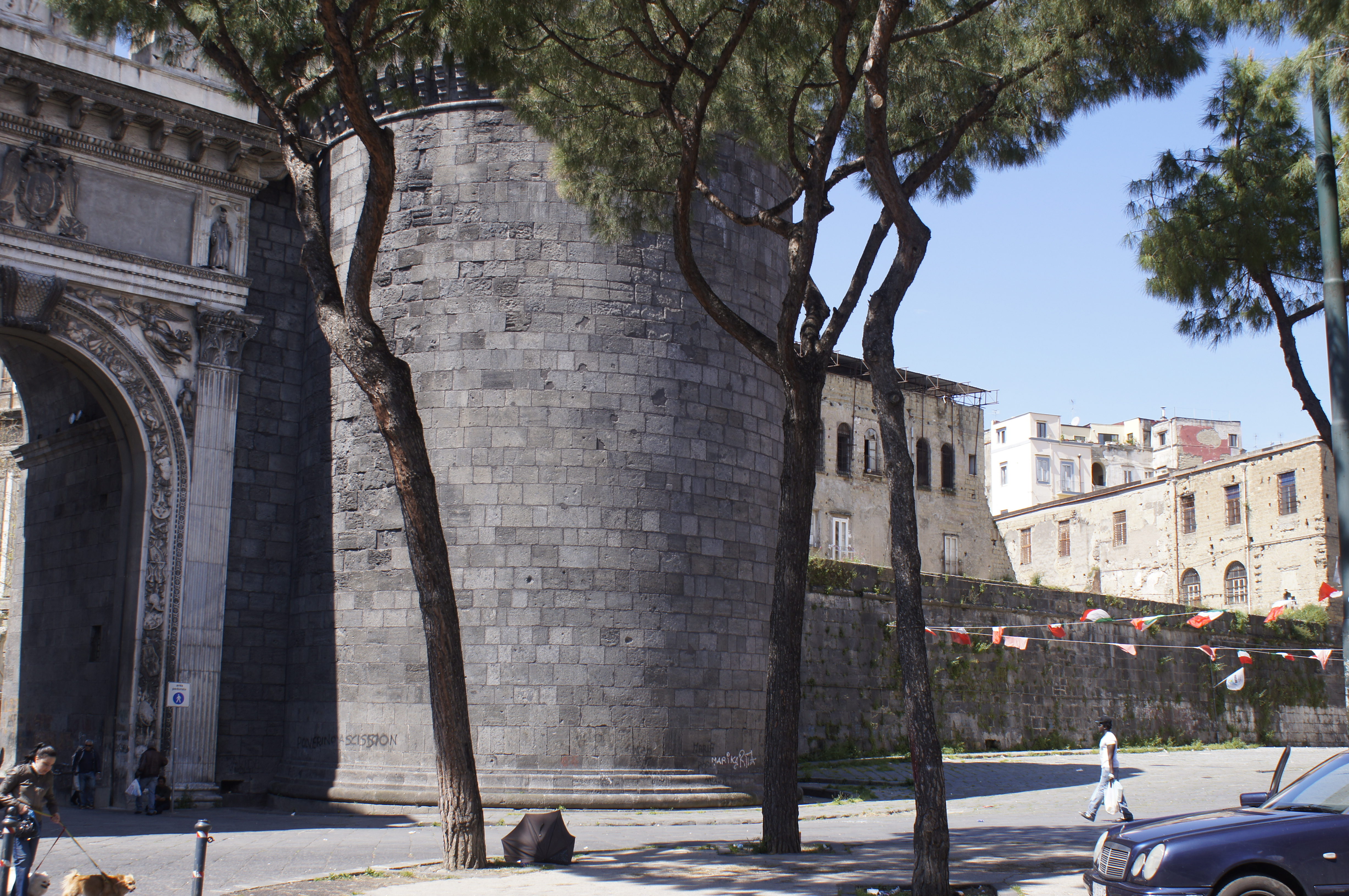
Porta Capuana ed un tratto delle mura

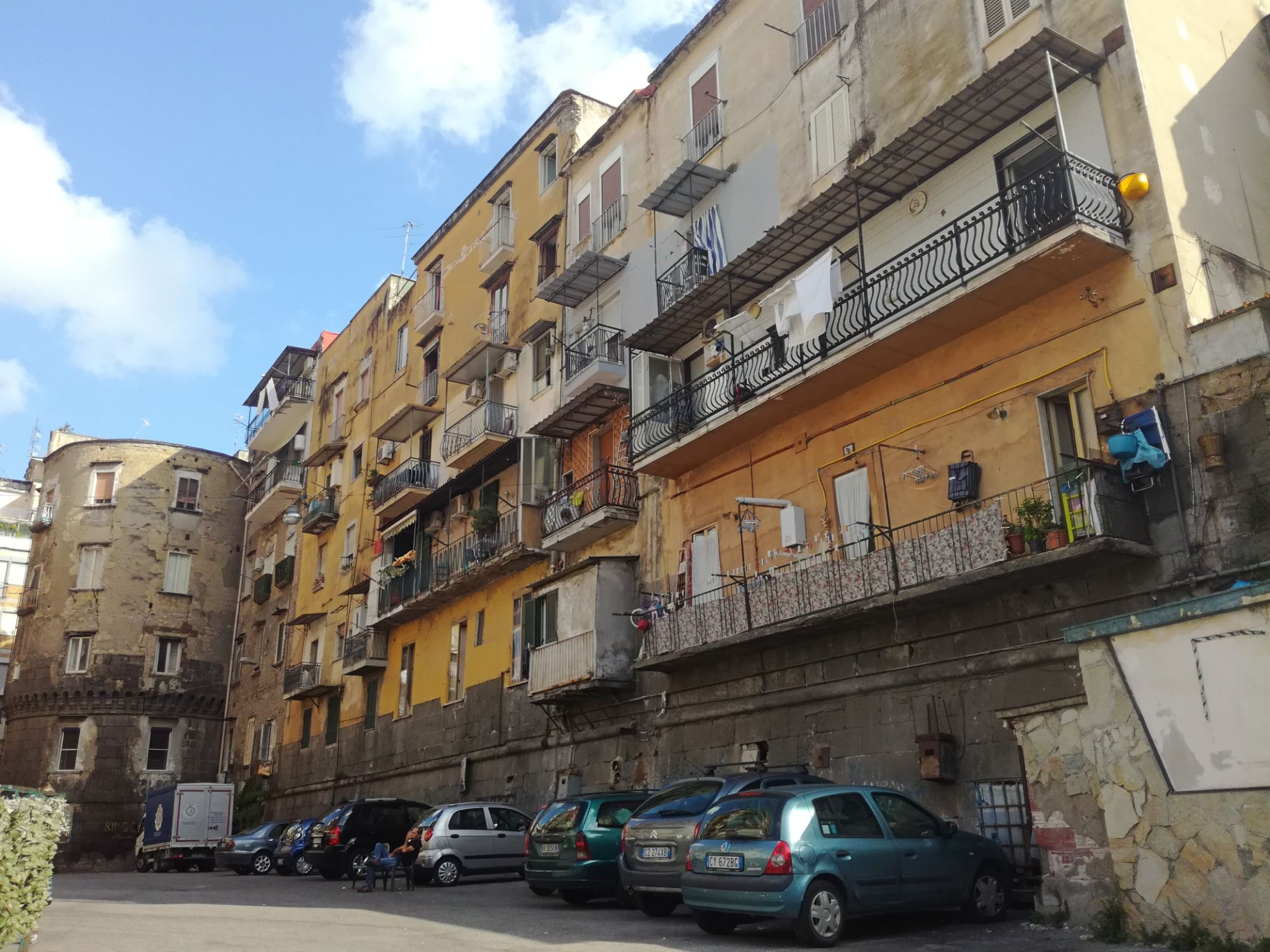
Palazzi costruiti sulle mura aragonesi e torre a lato in via Giuseppe Leonardo Albanese

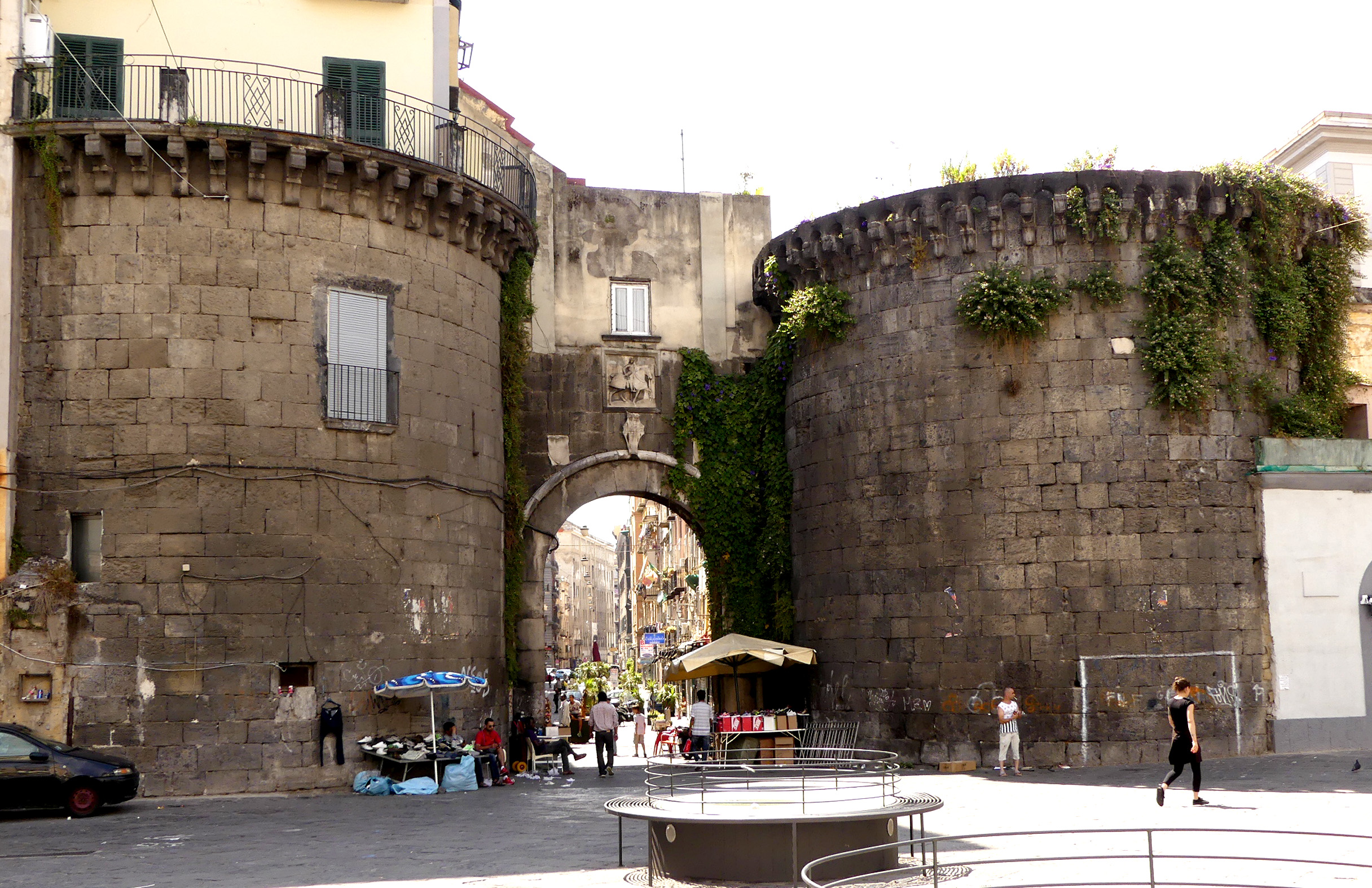
Porta Nolana

Le costruzioni militari intraprese in epoca aragonese, regalarono alla città un sistema difensivo moderno e di tutto rispetto.
Le mura e le torri furono portate più avanti rispetto alle impostazioni antecedenti; nel 1484 Ferrante d'Aragona promosse un ampliamento orientale della cortina difensiva: la città si presentava con un perimetro visibilmente allargato e provvisto di ventidue possenti torri cilindriche: partendo dal forte dello Sperone, al Carmine, proseguiva l'odierno corso Garibaldi combaciandosi con la nuova Porta Capuana (un progetto di Giuliano da Maiano); la cinta continuava ad estendersi sull'attuale via Cesare Rosaroll e circondava a nord San Giovanni a Carbonara; rivolta ad occidente, infine, si delineava a Porta San Gennaro, dunque con le antiche mura.
Nel 1499 Federico d'Aragona inglobò nelle mura occidentali il territorio di Santa Marta che avrebbe avuto nel secolo successivo un notevolissimo boom edilizio. Le mura partivano da porta Reale, cingevano il monastero di Monteoliveto e percorrevano via Toledo, che sarà in seguito ottenuta colmando i fossati, fino ad arrivare a Castel Nuovo. Il progetto fu affidato ad Antonio di Giorgio da Settignano e fu compiuto entro il 1501.
Porta Petruccia, costruita di fronte alla chiesa di San Giuseppe Maggiore, all'inizio del largo delle Corregge nel XIII secolo (qui fu assassinato Andrea d'Isernia) fu così spostata presso i Cavalli di Bronzo, cioè nelle immediate vicinanze di Castel Nuovo. La porta allora fu denominata porta del Castello o di Santo Spirito per la vicinanza al convento di Santo Spirito, oggi non più esistente, che sorgeva presso l'attuale piazza del Plebiscito.

### Le torri
Le torri Aragonesi e vicereali (in grassetto quelle ancora esistenti), erano denominate in questo modo:
- La Brava
- Il Trono (o Spinella)
- La Fedelissima
- La Vittoria
- La Fortezza
- La Cara Fè (Porta Nolana)
- La Speranza (Porta Nolana)
- L'Aragona
- San Severo
- Sebeto
- Partenope
- La Gloria
- L'Onore (Porta Capuana)
- La Virtù (Porta Capuana)
- Sant'Anna
- La Duchesca
- Sant'Efremo
- La Sirena
- San Michele
- Il Salvatore (Caserma Garibaldi)
- San Giovanni(Caserma Garibaldi)
- L'Austria
- Il Popolo

Inoltre, come riportato nella pianta Lafrery, oltre le vere e proprie torri esistevano anche dei bastioni:
- Le Grazie
- Sant'Anello
- Torre di Guasto
- Port'Alba
- Il Reale

### La disposizione tecnica
Le mura avevano uno spessore che variava tra i 5 e i 7 metri; le torri presentavano un posto di guardia, rivolto verso la città e che inoltre induceva alla copertura ed ai cammini di ronda. All'esterno, come ulteriore mezzo difensivo, vi erano i grandi fossati, ma anche i ponti di accesso alle porte.
Queste nuove applicazioni, generalmente, furono senza alcun dubbio maggiormente adatte alla difesa piuttosto che all'attacco.

### Importanti resti
Del periodo aragonese sono sopravvissute allo scorrere dei secoli porta Capuana e porta Nolana e le loro torri laterali; altre tracce e torri risultano essere "affogate" dalle costruzioni susseguitesi dal 1870 in poi. Rilevanti resti di mura aragonesi sono riscontrabili in via Concezio Muzj.
Per quanto riguarda le torri, queste sono ancora visibili lungo via Cesare Rosaroll (inizialmente tratto finale del corso Garibaldi prima che fosse realizzato il tratto dalla Ferrovia all'Albergo dei Poveri) e nella caserma Garibaldi che ne ingloba due. Altre torri sono visibili in via Cesare Carmignano (già vico dei Fossi a Porta Nolana), strada parallela sia al corso Garibaldi (nel tratto dalla Ferrovia a via Marina) che al famoso vico Soprammuro, del cui esplicito toponimo non serve spiegazione.
Altre tracce di mura aragonesi sono state rinvenute durante i lavori della linea 1 della metropolitana di Napoli, all'incrocio tra via Toledo e via Diaz e visibili all'interno della stazione Toledo, presso piazza Carità e tra via Santa Brigida e via Toledo.
La porta del Carmine, sempre di epoca aragonese, fu abbattuta nel 1862.

## Le mura vicereali

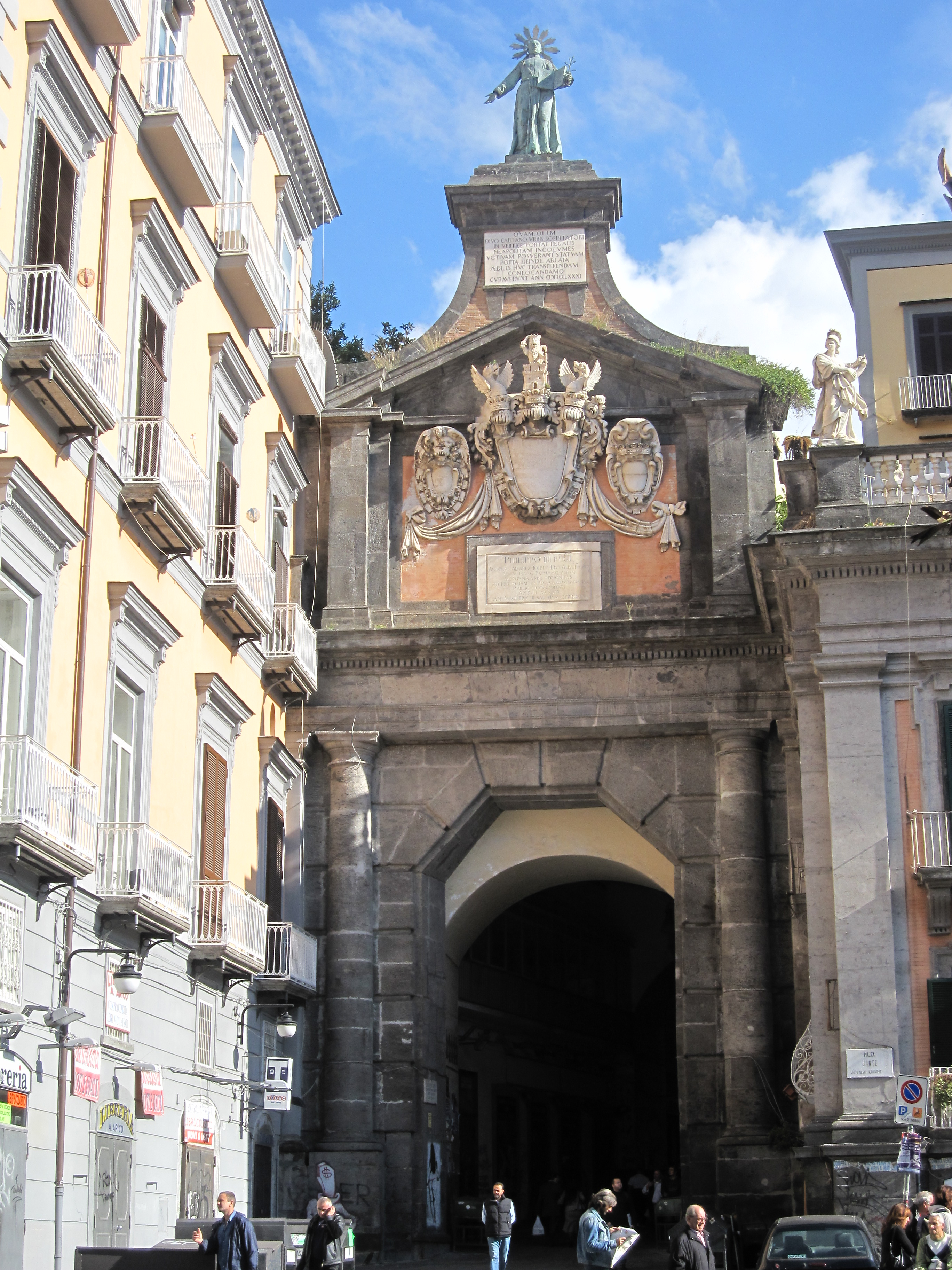
Port'Alba

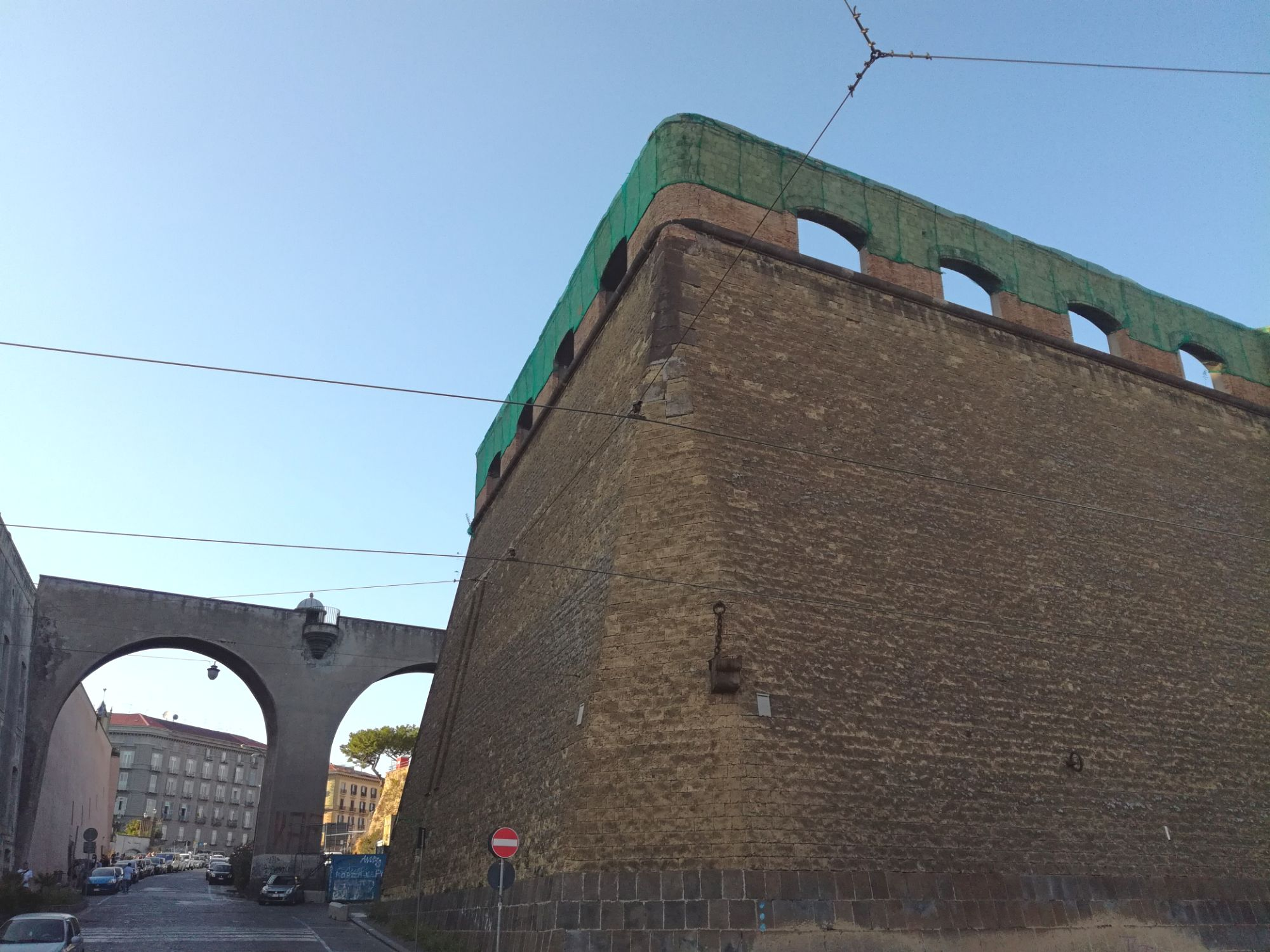
Il Passetto che collega il Palazzo Reale di piazza del Plebiscito con Castel Nuovo e le fortificazioni a mare

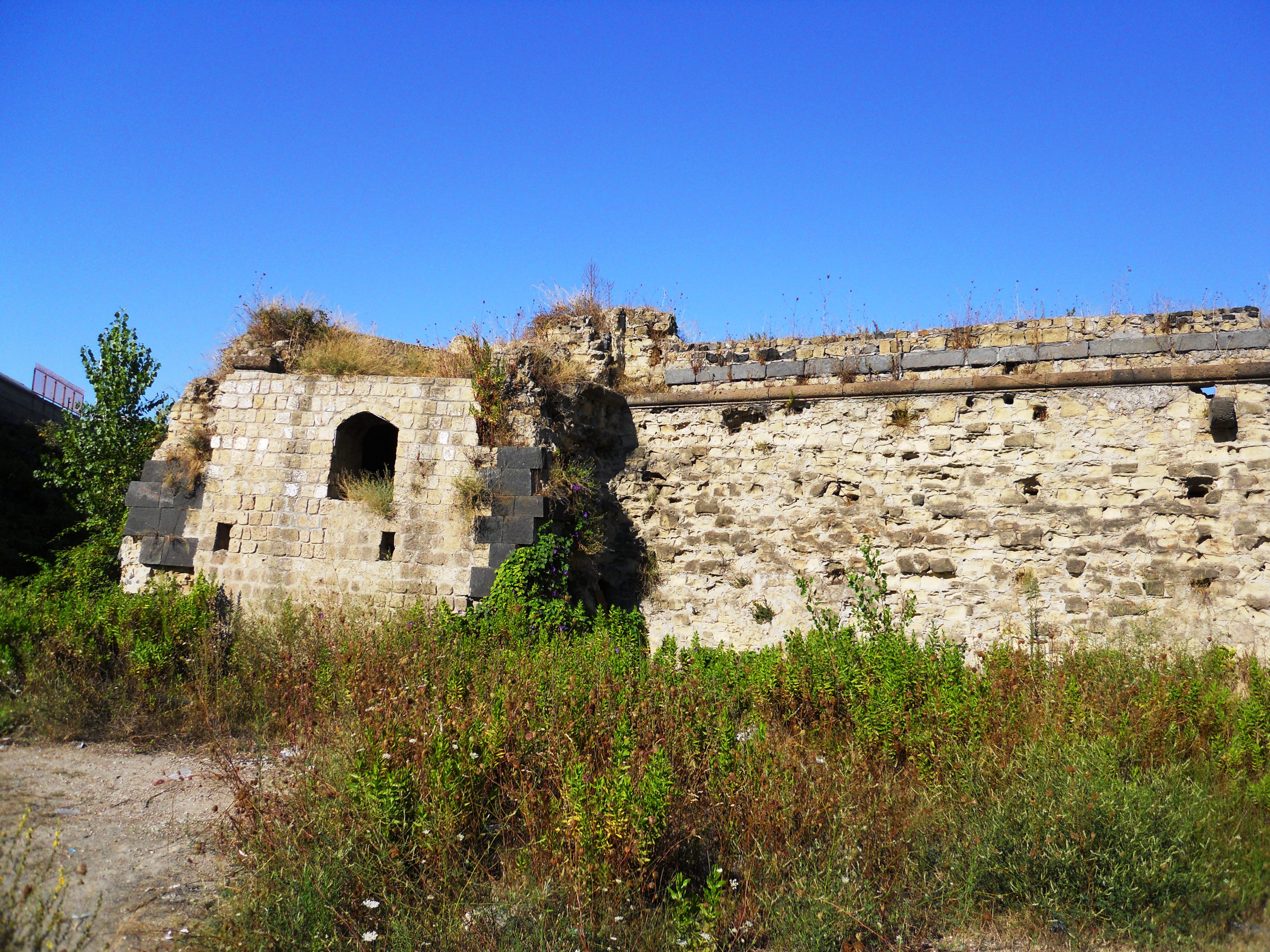
Resti delle mura e delle torri del Forte di Vigliena

L'ossatura della città nel periodo del viceregno spagnolo, era quella che si era formata durante l'epoca Aragonese, anche se la sua popolazione era in continua ed irrefrenabile crescita (la città in questo periodo stava attirando sempre più abitanti dalle campagne; la "grande e dolce città" di orti e di giardini descritta da molti narratori antecedenti, si stava trasformando difatti in una metropoli affollata, raggiungendo i 450 000 abitanti a metà del XVII secolo). Proprio per questo, fu necessario modificare-ampliare le possenti mura.
La murazione aragonese fu ampliata e consolidata sotto il governo di don Pedro de Toledo (1537): interventi di rilievo furono eseguiti presso la cortina settentrionale, con l'avanzamento delle mura in avanti e il conseguente spostamento di porta San Gennaro, il proseguimento da piazza Dante verso ovest, con l'attraversamento delle attuali zone di via Tarsia e Montesanto e terminare presso castel Sant'Elmo, fortificato anch'esso sotto Don Pedro; fu rifatta ed avanzata la cortina meridionale, che era in pessime condizioni sin dall'epoca aragonese e infine si intervenne anche nella parte occidentale (1533), dal Chiatamone a Chiaia e alle Mortelle fin sopra castel Sant'Elmo. La murazione era inoltre strategicamente costeggiata dai corsi d'acqua provenienti dagli altopiani di Poggioreale, Capodimonte e dal Vesuvio.

### Le torri
Le torri, con basi scarpate e di forma cilindrica, avevano un diametro di 18 metri ed erano alte circa 15. Vennero costruite con blocchi di tufo, ma anche da pozzolana (adoperata per la costruzione del muro interno) e dal piperno, essenziale per il rivestimento esterno (ricordiamo che in quasi tutti i periodi storici, le mura di Napoli furono costituite per lo più da materiale locale).
Vi erano anche numerosi bastioni, tra di essi ricordiamo il bastione di Sant'Andrea degli Scopari sulla marina e il bastione degli Incurabili presso il largo delle Pigne (oggi piazza Cavour).
Dopo questi interventi, fu del tutto vietato costruire fabbricati fuori le mura, gli amministratori di questo periodo furono costretti ad emanare anche severe pene (1566). Tuttavia, nonostante la prammatica, altri borghi e centri sorsero ben presto al di là della cinta difensiva.

### I resti
Le mura spagnole rappresentano gli ultimi esempi di questa tipologia costruttiva, destinata ad estinguersi a causa dell'artiglieria.
Oggi, considerevoli tracce circa il sistema difensivo nel periodo spagnolo, sono da ricercare soprattutto nella zona del quartiere Pendino.
Le mura spagnole sopravvissero fino al XVIII secolo: cominciò ad abbatterle Carlo III cominciando da quelle meridionali nel 1740 con l'apertura di via Marina, poi quelle occidentali nel 1782 e infine le mura settentrionali e quelle di piazza Dante nel 1787.

### Le porte vicereali
Le mura erano provviste di 27 porte; la maggior parte di esse erano rivolte verso il mare. Durante il vicereame ne furono demolite e spostate molte: nel 1537 in occasione dell'ampliamento delle mura da parte di Don Pedro di Toledo fu costruita la porta di Costantinopoli all'ingresso dell'omonima via. Per l'occasione fu abbattuta la porta di Sant'Antoniello; fu abbattuta anche porta San Gennaro che fu ricostruita più avanti e fu abbattuta la porta Carbonara.
Porta Reale, che sorgeva a piazza del Gesù Nuovo fu abbattuta sempre da Don Pedro di Toledo e ricostruita nel 1538 in seguito alla costruzione di via Toledo al suo ingresso, tra i palazzi Petagna e De Rosa. La porta fu chiamata ufficialmente porta Reale Nuova, ma veniva raramente chiamata porta di Toledo o porta dell'Olio, quest'ultima denominazione giustificabile per la presenza in zona di cisterne per la conservazione dell'olio che oggi viene ricordata dall'omonima via. In seguito alla costruzione della basilica dello Spirito Santo fu detta appunto porta dello Spirito Santo.
Nel 1625 fu creata Port'Alba: Don Antonio Alvarez di Toledo, duca d'Alba e discendente di Don Pedro de Toledo, per regolarizzare un pertuso aperto abusivamente nell'antica murazione angioina che in quel tratto era intoccata, costruì un torrione e vi fece una porta, che dal popolo fu chiamata porta Sciuscella, cioè carruba per i molti carrubi che crescevano nelle vicinanze.
Altro pertuso fu aperto presso Montesanto, nel nuovo muro occidentale: nel 1640 Don Ramiro Núñez de Guzmán, duca di Medina di las Torres fece costruire porta Medina, sostituendo il pertuso aperto nel 1597 e come quello di port'Alba sempre riaperto dopo che le autorità provvedevano a richiuderlo. Il popolo lasciò alla porta il soprannome di porta Pertuso.
La porta di Santo Spirito fu posta all'inizio della strada di Chiaia e chiamata ovviamente porta di Chiaia.
Queste porte caddero tra il XVIII secolo e il XIX secolo: la prima fu quella dello Spirito Santo nel 1775, poi toccò a quella di Chiaia nel 1782. Seguirono la porta di Costantinopoli nel 1852, porta del Carmine nel 1862 e infine porta Medina nel 1873.
Le uniche testimonianze superstiti delle porte vicereali sono port'Alba e porta San Gennaro.

#### Le porte meridionali

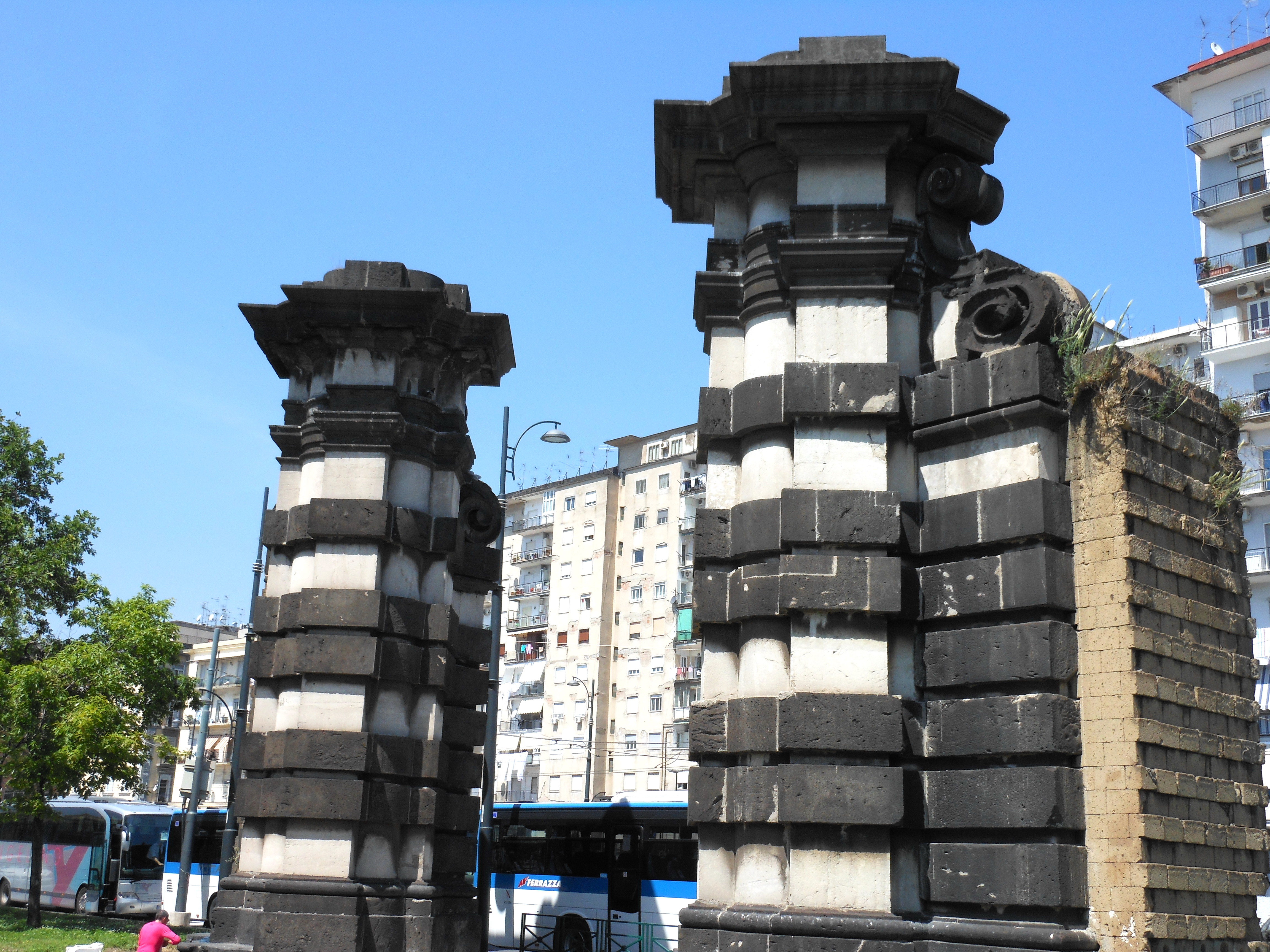
Vado del Carmine (ex porta della Conceria) e resti delle mura ai suoi lati

Per non parlare delle porte della cortina meridionale: molte esistenti sin dai primi anni del Medioevo, aggiunte in varie epoche, ripristinate con il vicereame, scomparvero tra la prima metà e gli ultimi anni del XIX secolo.
Carlo Celano descrive 16 porte meridionali da est a ovest (due secoli dopo il Chiarini ne indica solo 12):
- Porta del Carmine[8]
- Porta della Conceria, costruita da Don Pedro di Toledo e sostituita dal vado del Carmine nel 1748 (in piena fase di demolizione delle mura) dall'architetto torinese Giovanni Bompiede[9]
- Porta di Santa Maria a Parete (poi detta per corruzione di Santa Maria Apparente, come testimoniava l'omonimo vico oggi scomparso), demolita nel 1877
- Porta delle Mandre
- Porta dei Bottari o dello Speron del Sale
- Porta dello Zabo o Zabatteria, definita anche di Mezzo o dei Tornieri, murata nel 1875 e risvelata dopo il 1980
- Porta di Sant'Andrea degli Scopari
- Porta della Pietra del Pesce, demolita nel 1855
- Porta della Marina del Vino, scomparsa nel 1968[10][11]
- Porta del Caputo (più propriamente porta di San Giovanni), scomparsa nel 1869
- Porta di Massa, scomparsa nel 1883
- Porta del Molo piccolo o di Portosalvo
- Porta di Olivares
- Porta dell'Olio o dei Greci, detta poi del Mandracchio
- Porta della Calce, scomparsa nella seconda metà del XVIII secolo
- Porta dei Pulci

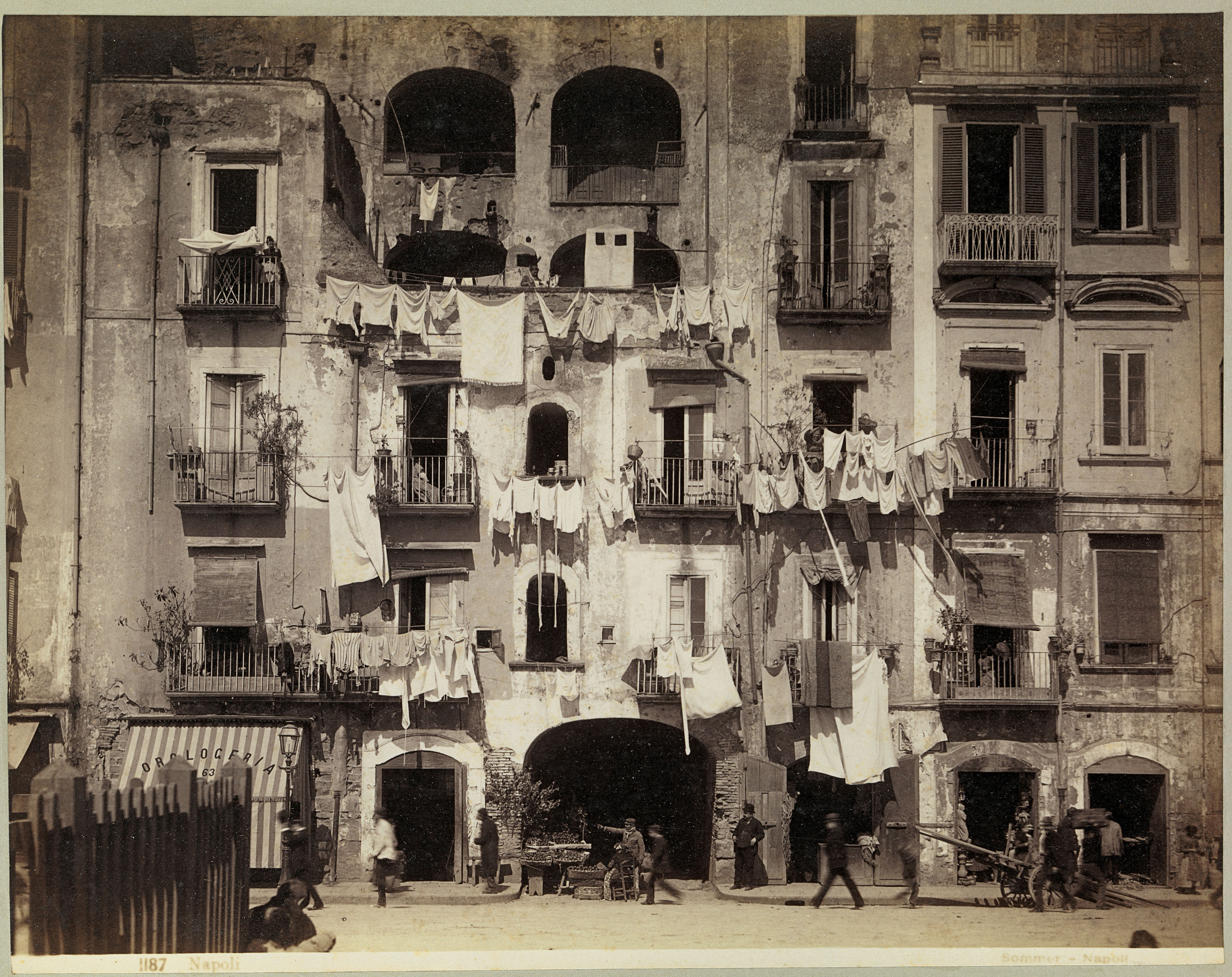
Porta della Marina del Vino

Al termine di via del Piliero, a fianco alla chiesa di Santa Maria del Rimedio al Molo Grande, insisteva inoltre la porta dell'Arsenale come testimoniano alcune litografie antiche, porta di carattere prettamente difensivo diversamente dalle altre demolita nella risistemazione di Carlo III insieme alla porta della Calce.
L'antica porta del Caputo fu sostituita in epoca vicereale dalla porta di San Giovanni, detta così perché si apriva a fianco della chiesa di San Giovanni alla Marina. La nuova porta fu resa necessaria per l'ampliamento verso il mare della cinta difensiva. La vecchia porta, soppiantata col tempo da un supportico, sorgeva alla sinistra di piazza Larga; tuttavia i cambiamenti approntati a partire dal Risanamento hanno stravolto l'impianto urbanistico della zona e non permettono riferimenti in loco.
Delle porte meridionali nessuna aveva grandi peculiarità artistiche dal momento che erano solo degli accessi inseriti all'interno della cortina edilizia del tempo, sostituitasi gradualmente a quella difensiva. La porta del Carmine, decorata, è ovviamente da escludere dato che non affacciava sulla marina.
Oggi uniche testimonianze delle porte meridionali rimangono la porta dei Tornieri solo per via della struttura architettonica comune a quasi tutte le porte meridionali, cioè a tutto sesto e costituita da conci, ma non per funzione visto che è adoperata in altro modo e il vado del Carmine che ancora oggi si può varcare, ma stilisticamente diverso rispetto agli altri accessi.

## L'ultima cinta muraria: "il finanziere"

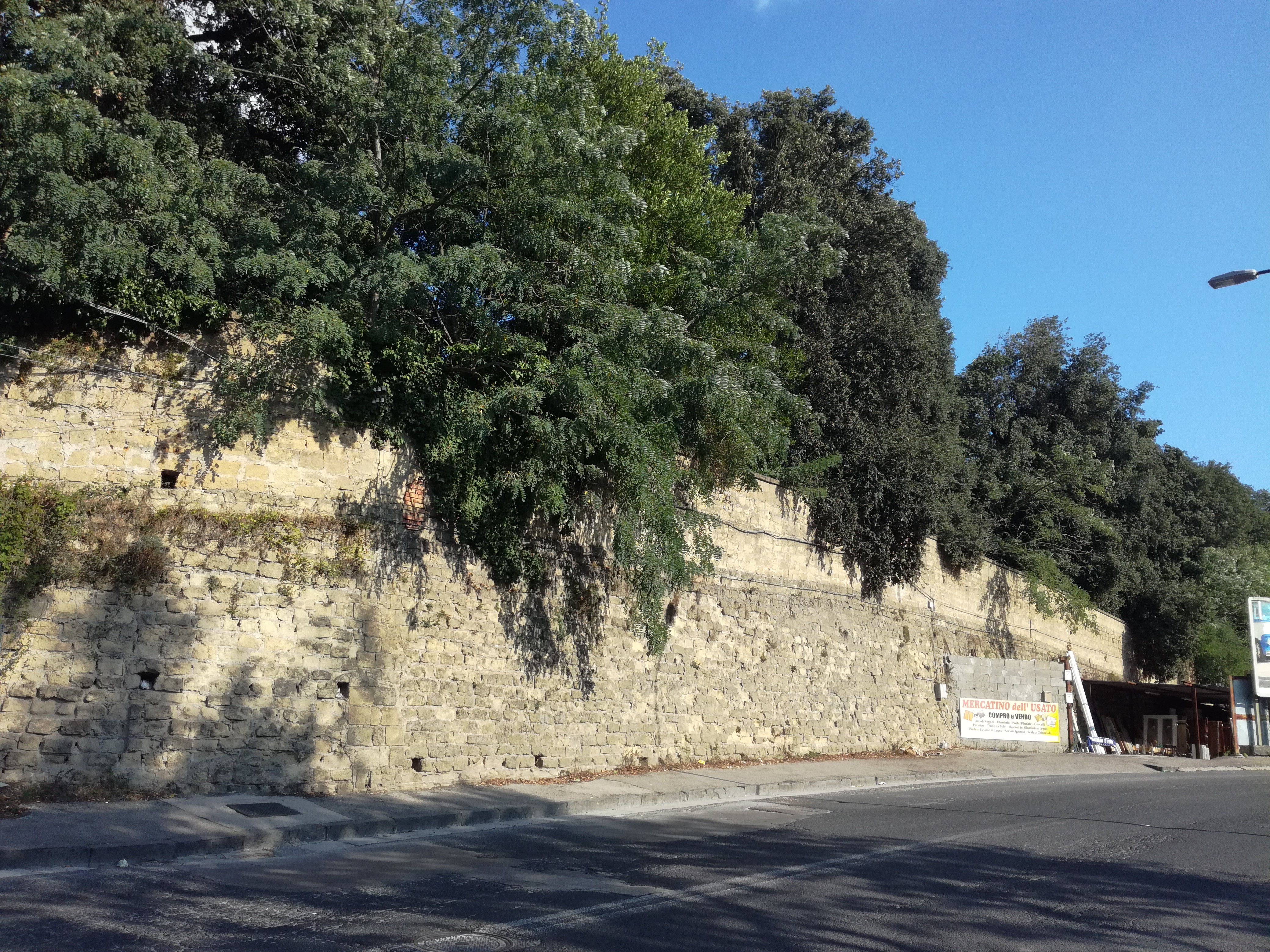
Parte del muro finanziere in via Miano, proseguendo per circa. Si interseca poi con il muro di cinta settecentesco del Medrano (lungo circa sei miglia) che circonda il parco della residenza reale di Capodimonte

Il muro finanziere costituisce l'ultimo esempio di cinta muraria della città.
Voluto da Ferdinando I nel 1824, esso fu progettato da Stefano Gasse, professore onorario presso l'Accademia di Belle Arti e fu costruito dal 1826 al 1830 sotto Francesco I.
La struttura doveva tenere alla larga il contrabbando e favorire il commercio marittimo e terrestre: lungo undici miglia (20,3 chilometri), partiva dal ponte della Maddalena fino a Posillipo, lambendo Poggioreale, Capodichino, Capodimonte e Fuorigrotta.
L'opera inizialmente doveva essere costellata da diciannove barriere daziarie, delle quali ne furono progettate tredici. I posti di controllo arriveranno fino a trentacinque.
Di queste barriere, quattro furono quelle principali, realizzate secondo lo stile neogreco, tutte pervenuteci ai giorni nostri:
- quella presso il ponte della Maddalena, situata in via ponte dei Granili, è stata la prima ad essere costruita, era formata da due edifici posti ognuno lato della strada e di cui oggi è visibile solo quello lato mare;
- quella di Poggioreale, davanti all'ingresso al cimitero (ingresso che verrà realizzato sempre su progetto del Gasse in stile dorico nel 1839);
- quella di Capodichino, in piazza Giuseppe Di Vittorio
- e, infine, quella del cavone di Miano (il quale finisce nel vallone di San Rocco), nella zona di Bellaria.

Il muro finanziere, partendo dal Dazio di Capodichino, il più importante di tutti, correva lungo l'estremo sud di Secondigliano poi scendeva lungo il cavone di Miano e il vallone di San Rocco e saliva i Colli Aminei fino allo Scudillo.
Dopo la salita dello Scudillo scendeva lungo via Saverio Gatto e arrivava al largo Cangiani, dove si dirigeva verso le Case Puntellate tramite via Jannelli.
Il muro, superata l'antica piazzetta Santo Stefano al Vomero, percorreva via Torre Cervati e infine via Manzoni.
Collegatosi alla porta di Posillipo e superata la chiesa di Sant'Antonio, terminava a largo Sermoneta.
Ricominciando presso il ponte della Maddalena, il muro superava il palazzo dei Granili, attraversava zona di Sant'Eframo poi le paludi dell'attuale zona di via Galileo Ferraris-via Argine, saliva lungo la zona acquitrinosa del Pascone e giungeva dinanzi al cimitero di Poggioreale.
Di lì saliva per via Santa Maria del Pianto, costeggiava il cimitero a nord, il campo di Marte (oggi l'aeroporto di Capodichino) in maniera rettilinea e terminava dove si era partiti, a Capodichino.
La struttura fu per volere di Ferdinando II fatta oggetto di cambiamenti e migliorie che portarono l'aggiunta di barriere e l'eliminazione di altre. Oggi di questo muro sono rimasti vari tratti superstiti, come ad esempio a Piscinola e Miano.

## Galleria d'immagini

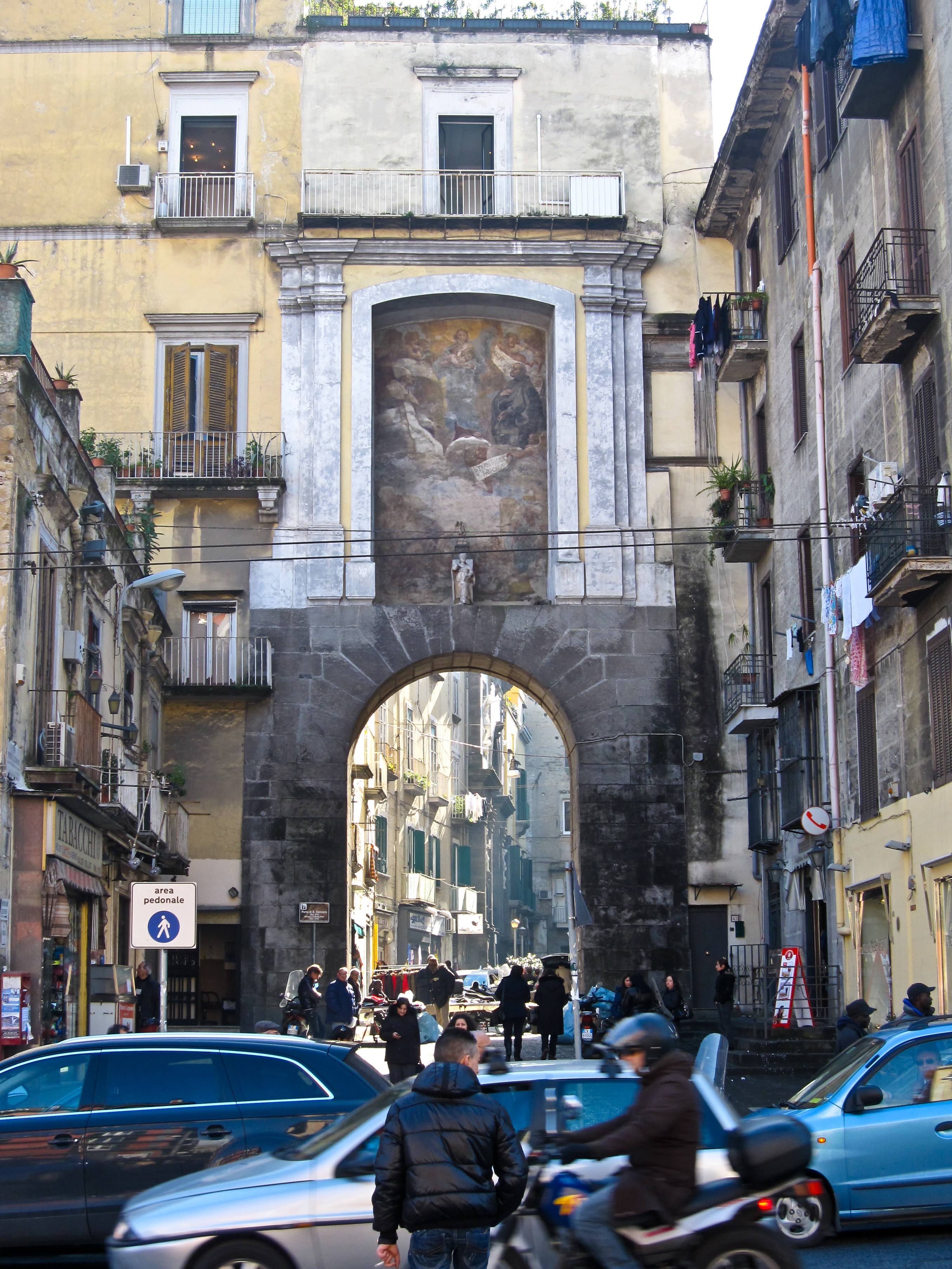
Porta San Gennaro (epoca ducale)
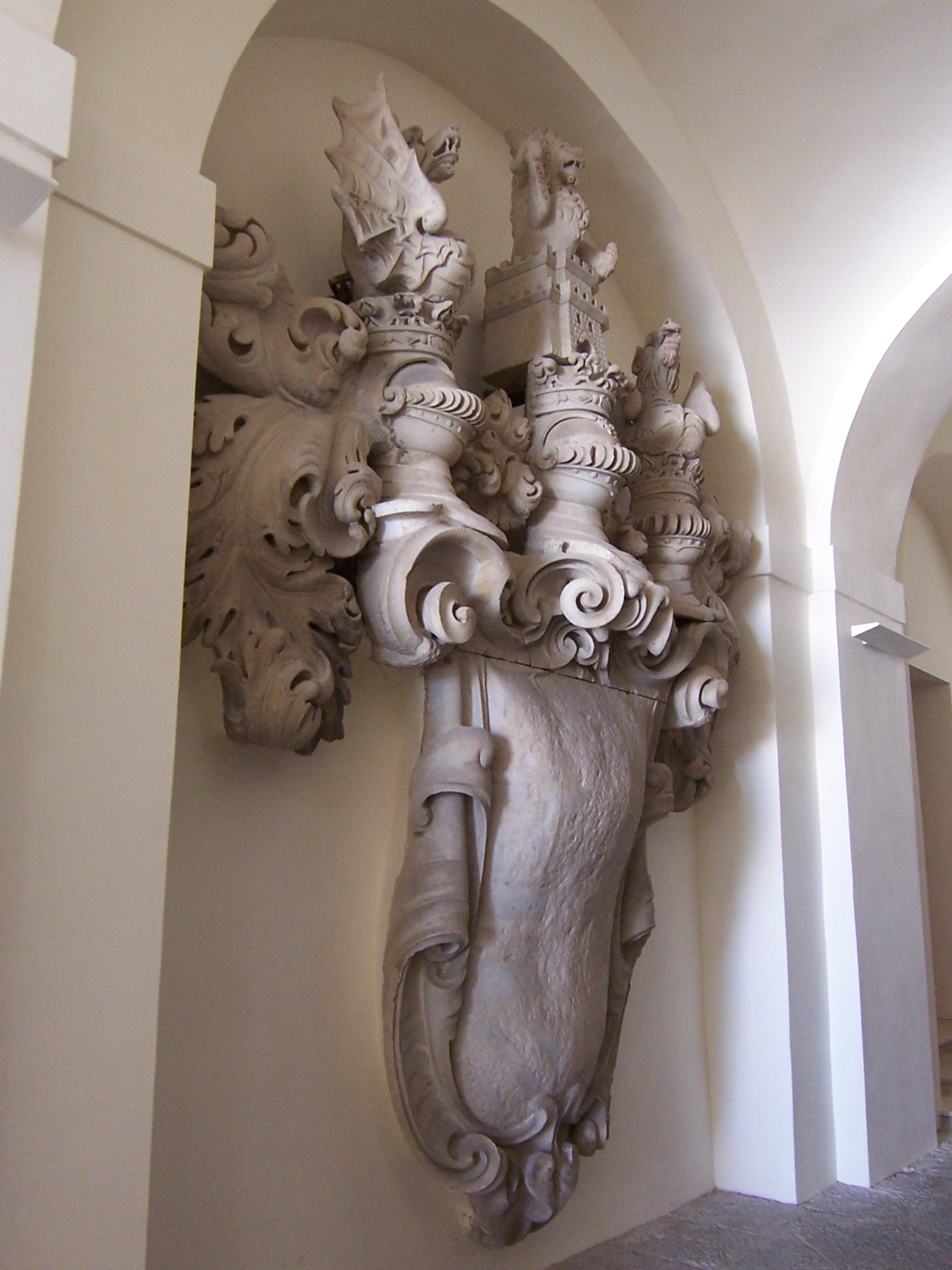
Resti di porta Medina conservati nella Certosa di San Martino: lo stemma reale che sormontava la struttura
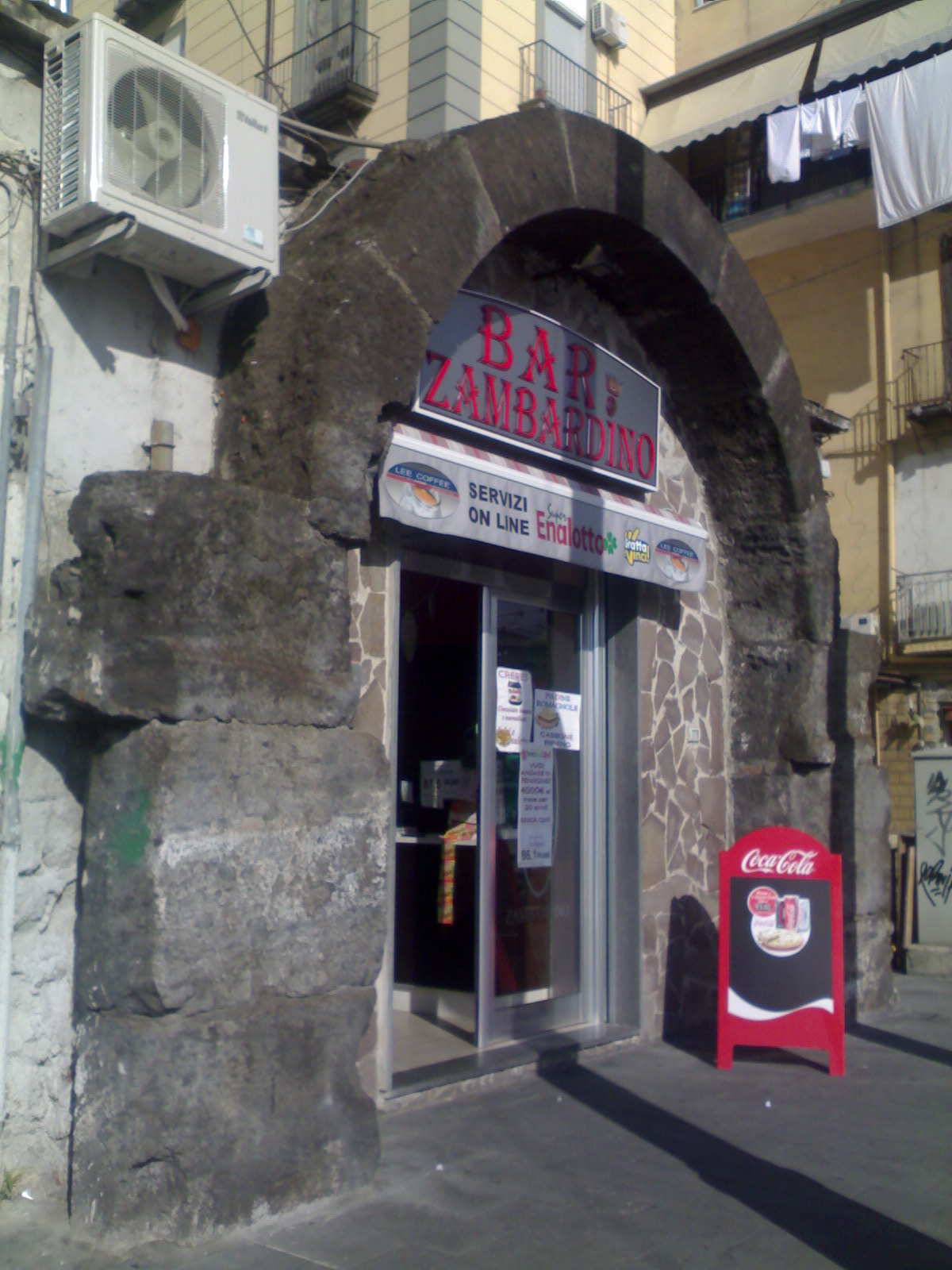
Porta dei Tornieri
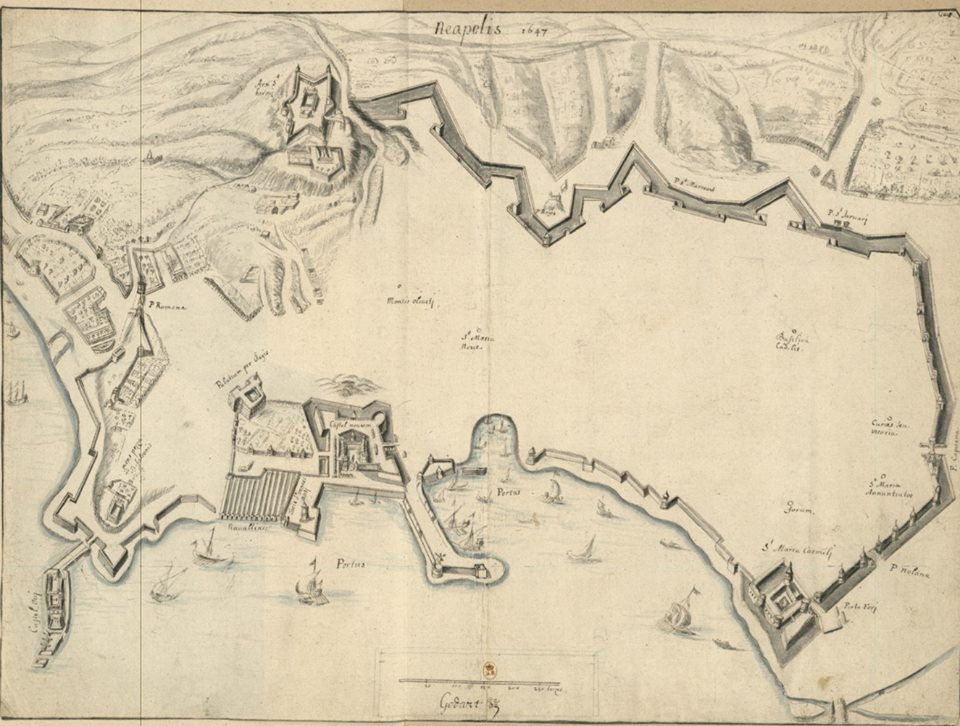
Sistema difensivo di Napoli nel 1647
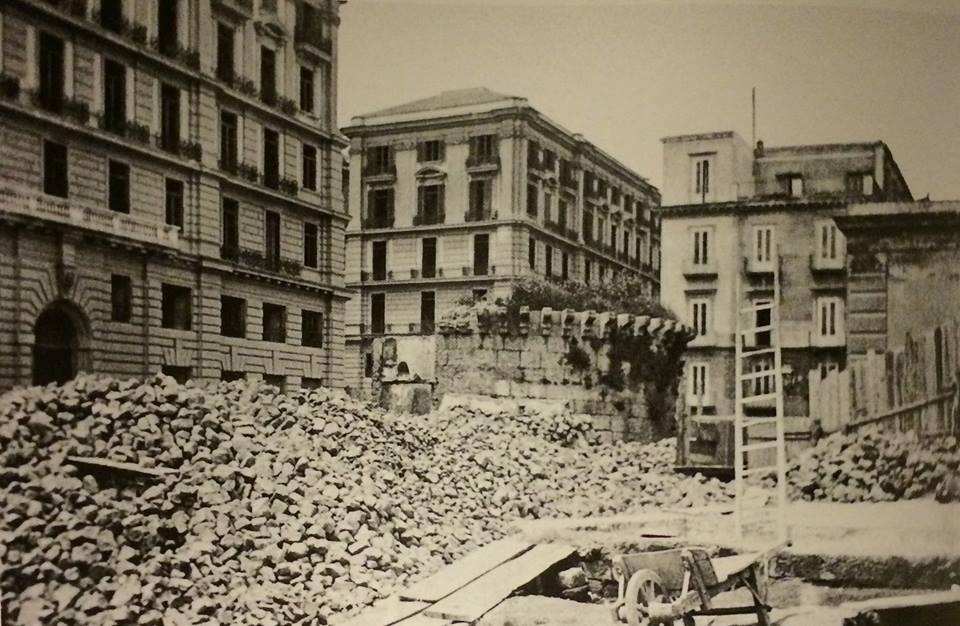
Abbattimento delle mura aragonesi in piazza Garibaldi agli inizi del XX secolo
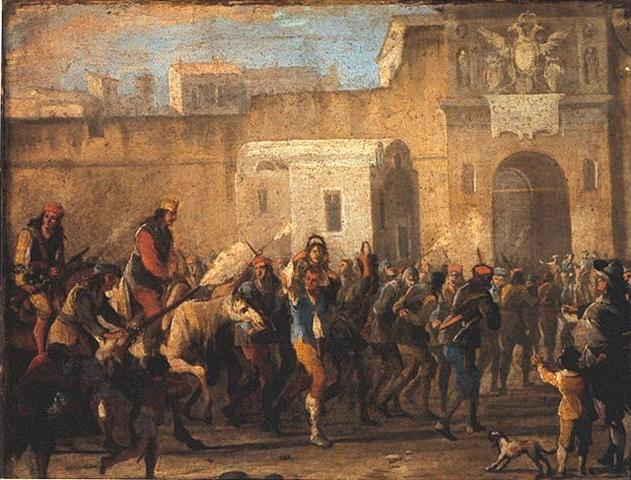
Punizione dei ladri alla Porta dello Spirito Santo (Micco Spadaro)
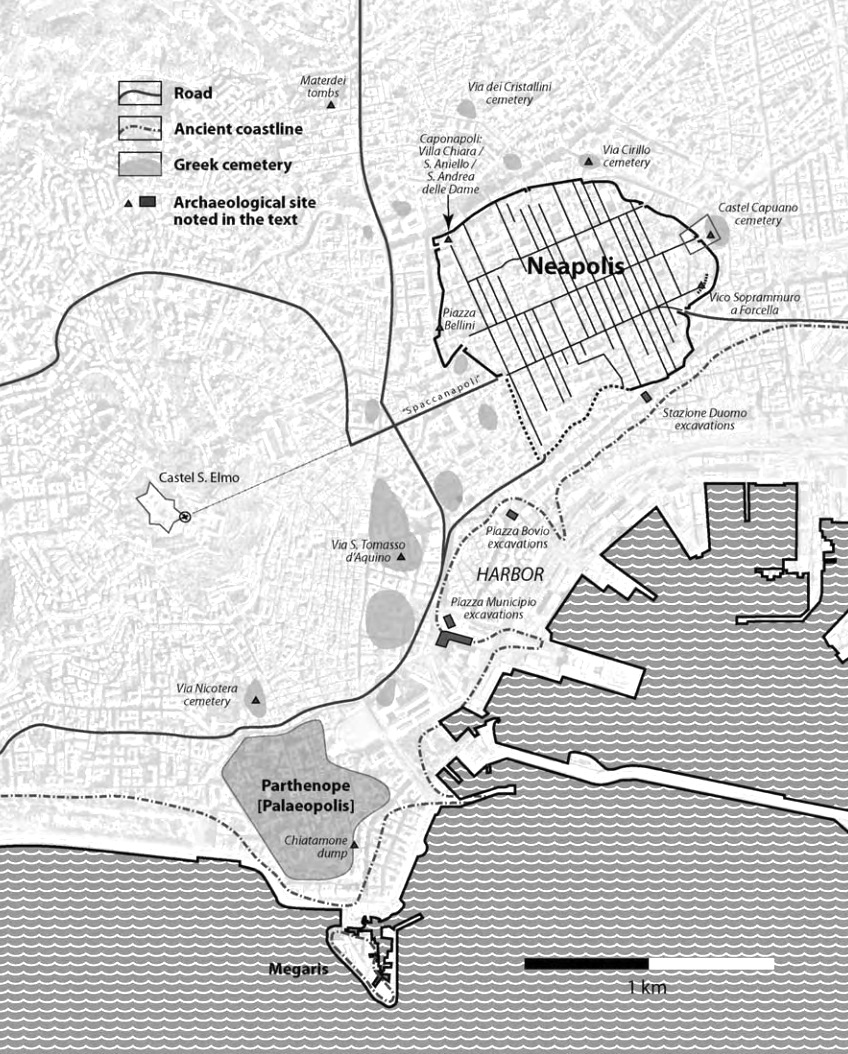
Il tracciato delle mura della Napoli greca
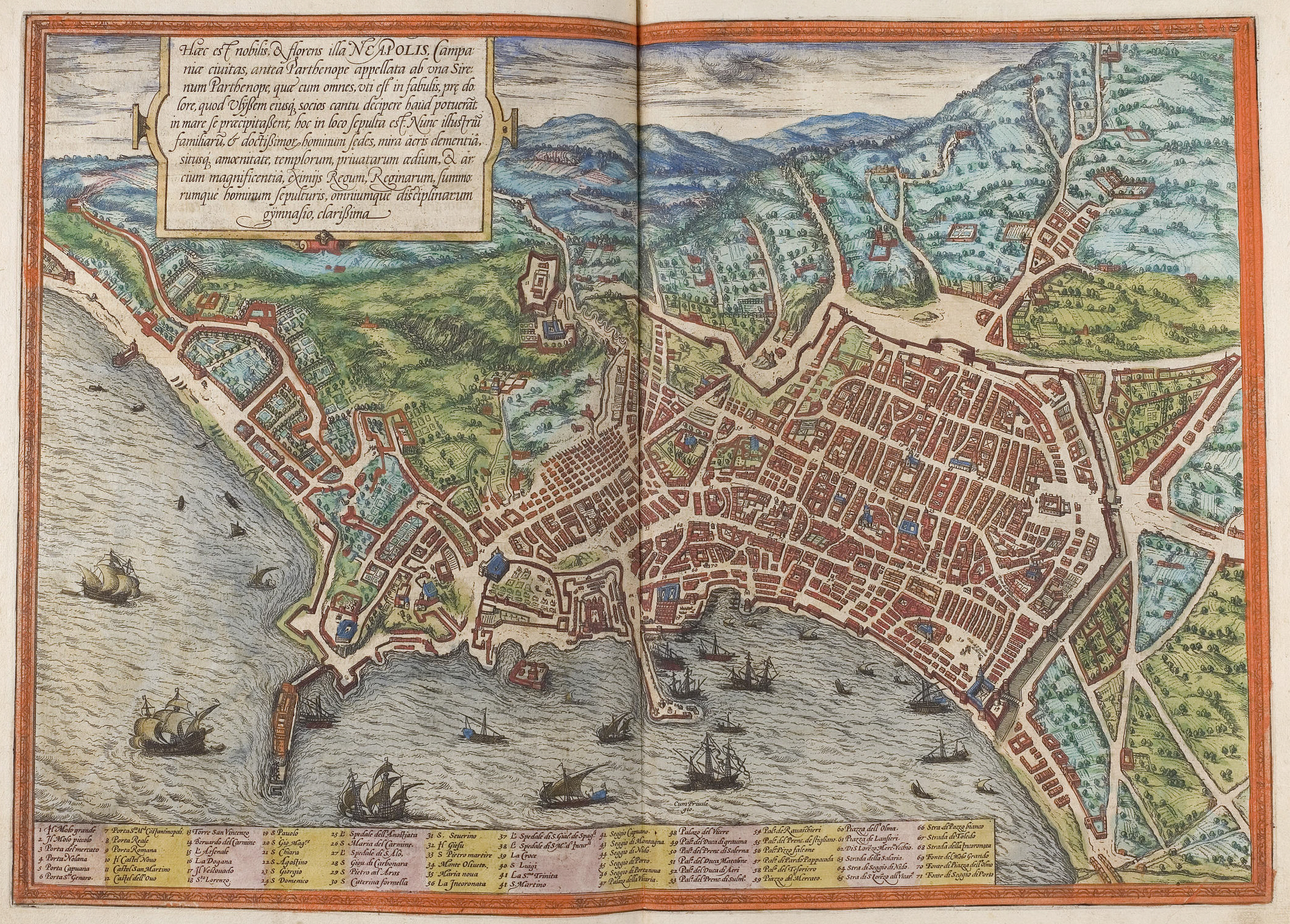
Le mura della città durante l'assedio francese del 1528